# کیریلو بودانوف
کیریلو بودانوف (انگلیسی: Kyrylo Budanov؛ زادهٔ ۴ ژانویهٔ ۱۹۸۶) سپهبد نیروهای مسلح اوکراین است، که از اوت ۲۰۲۰ به‌عنوان رئیس اداره کل اطلاعات اوکراین فعالیت می‌کند.
بودانوف دانش‌آموخته آکادمی نظامی اودسا است و فعالیت نظامی را از سال ۲۰۰۷ در نیروی زمینی اوکراین آغاز کرد. وی پیش از سال ۲۰۲۰ به عنوان معاون مدیر یکی از ادارات سرویس اطلاعات خارجی اوکراین خدمت می‌کرد. او از مجروحان جنگ روسیه و اوکراین است. نیویورک تایمز گزارش می‌دهد که بودانوف به خاطر شرکت در عملیات جسورانه پشت خطوط دشمن شهرت پیدا کرده بود.